# Lijst van burgemeesters van Berkel en Rodenrijs
Dit is een lijst van burgemeesters van de voormalige Nederlandse gemeente Berkel en Rodenrijs in de provincie Zuid-Holland. Per 1 januari 2007 is de gemeente opgeheven en opgegaan in de nieuwe gemeente Lansingerland.
| Ambtsperiode | Naam burgemeester                                      | Partij of stroming | Bijzonderheden                                                                               |
| ------------ | ------------------------------------------------------ | ------------------ | -------------------------------------------------------------------------------------------- |
| 18?? - 18??  | ??                                                     |                    |                                                                                              |
| 1817 - 1848  | Petrus Egbertus van Aalst                              |                    | schout/burgemeester, tevens tijdens (deel van) deze periode (schout/)burgemeester van Tempel |
| 1848 - 1853  | J.C. Sterrenburg                                       |                    | tevens burgemeester van Tempel                                                               |
| 1853 - 1858  | A.W.C. Domis                                           |                    | tevens burgemeester van Tempel (tot die gemeenten in 1855 opging in Berkel en Rodenrijs)     |
| 1858 - 1864  | Jacob Zaneveld                                         |                    | vh. burgemeester De Lier, later van Maassluis                                                |
| 1864 - 1869  | G.J. le Fèvre de Montigny                              |                    |                                                                                              |
| 1869 - 1876  | J.A.M. Prijn                                           |                    |                                                                                              |
| 1876 - 1884  | P.J. van der Burgh jr.                                 |                    |                                                                                              |
| 1884 - 1919  | Jhr. Adriaan Oswald Antonius van der Meer de Walcheren |                    |                                                                                              |
| 1919 - 1931  | F.M.M. Vos de Wael                                     |                    |                                                                                              |
| 1931 - 1943  | A.A.M. Gründemann                                      |                    |                                                                                              |
| 1944? - 1944 | P.G.C. Stuiver                                         |                    |                                                                                              |
| 1945? - 1953 | A.A.M. Gründemann                                      |                    |                                                                                              |
| 1954 - 1970  | L.M.J. Hendrix                                         | KVP                |                                                                                              |
| 1970 - 1989  | M.J.D. (Martin) Reekers                                | KVP                | vader van Edward Reekers                                                                     |
| 1989 - 1997  | E. (Edo) Hofland                                       | CDA                |                                                                                              |
| 1997         | C.J. (Cor) de Ronde                                    | CDA                | waarnemend                                                                                   |
| 1997 - 2006  | M.E.B. (Mirjam) de Goeij-Smulders                      | CDA                | laatste van Berkel en Rodenrijs                                                              |